# Euphonia
Pour les articles homonymes, voir Organiste (oiseau) et Euphone.
Genre
Euphonia est un genre de passereaux d'Amérique centrale, contenant certaines espèces d’organistes.

## Liste d'espèces
D'après la classification de référence (version 14.2, 2024) du Congrès ornithologique international (ordre phylogénique) :
- Euphonia jamaica – Organiste de Jamaïque
- Euphonia saturata – Organiste à calotte d'or
- Euphonia plumbea – Organiste plombé
- Euphonia chlorotica – Organiste chlorotique
- Euphonia finschi – Organiste de Finsch
- Euphonia concinna – Organiste du Magdalena
- Euphonia trinitatis – Organiste de Trinidad
- Euphonia godmani – Organiste de Godman
- Euphonia affinis – Organiste de brousse
- Euphonia luteicapilla – Organiste à calotte jaune
- Euphonia chrysopasta – Organiste fardé
- Euphonia minuta – Organiste cul-blanc
- Euphonia chalybea – Organiste chalybée
- Euphonia violacea – Organiste téité
- Euphonia hirundinacea – Organiste à gorge jaune
- Euphonia laniirostris – Organiste à bec épais
- Euphonia imitans – Organiste moucheté
- Euphonia gouldi – Organiste olive
- Euphonia fulvicrissa – Organiste cul-roux
- Euphonia anneae – Organiste à couronne rousse
- Euphonia xanthogaster – Organiste à ventre orange
- Euphonia mesochrysa – Organiste mordoré
- Euphonia cayennensis – Organiste nègre
- Euphonia rufiventris – Organiste à ventre roux
- Euphonia pectoralis – Organiste à ventre marron